# Eleição municipal de Maricá em 2024
A eleição municipal da cidade brasileira de Maricá em 2024 ocorreu no dia 6 de outubro com o objetivo de eleger um prefeito, um vice-prefeito e 17 vereadores responsáveis pela administração da cidade no mandato a se iniciar em 1° de janeiro de 2025 e com término em 31 de dezembro de 2028. Como o município não possui 200 mil eleitores, a disputa foi realizada em turno único. O prefeito titular era Fabiano Horta, do PT, que por estar em seu segundo mandato não pode se candidatar a reeleição.
O vencedor do pleito foi o deputado federal e ex-prefeito Washington Quaquá, candidato pelo PT, com 73,74% dos votos válidos, seguido de Fabinho Sapo, candidato pelo PL, que obteve 22,30%.

## Calendário eleitoral
| Início        | Fim           | Atividades | Status    |
| ------------- | ------------- | --- | --------- |
| 7 de março    | 5 de abril    | Janela partidária para vereadores trocarem de partido visando concorrer às eleições sem perder o mandato. | Realizado |
| 6 de abril    | 6 de abril    | Data-limite para todas as legendas e federações partidárias obterem o registro dos estatutos no TSE e para todos os candidatos terem domicílio eleitoral na circunscrição em que desejam disputar as eleições com a filiação deferida pelo partido. | Realizado |
| 15 de maio    | 15 de maio    | Início da campanha de arrecadação prévia de recursos na modalidade de financiamento coletivo para pré-candidatos, sem realização de pedidos de voto e obedecendo a regras relativas à propaganda eleitoral na Internet.                             | Realizado |
| 20 de julho   | 5 de agosto   | Realização de convenções partidárias para deliberar sobre coligações e escolher candidatos às prefeituras e aos cargos de vereador. Os partidos têm até 15 de agosto para registrar os nomes na Justiça Eleitoral.                                  | Realizado |
| 16 de agosto  | 16 de agosto  | Início das campanhas eleitorais de forma igualitária, podendo qualquer publicidade ou manifestação com pedido explícito de voto antes da data ser considerada irregular e multada.                                                                  | Realizado |
| 30 de agosto  | 3 de outubro  | Veiculação da propaganda eleitoral gratuita no rádio e na televisão. | Realizado |
| 6 de outubro  | 6 de outubro  | Realização do primeiro turno das eleições municipais. | Realizado |
| 11 de outubro | 25 de outubro | Veiculação da propaganda eleitoral gratuita no rádio e na televisão para o segundo turno. | Realizado |
| 27 de outubro | 27 de outubro | Realização de um eventual segundo turno nas cidades com mais de 200 mil eleitores em que o candidato a prefeito mais votado não tenha atingido a metade mais um dos votos válidos.                                                                  | Realizado |

## Candidatos à prefeitura
| Nº | Prefeito(a)  | Prefeito(a)       | Prefeito(a)       | Prefeito(a)                                                                              | Vice-prefeito(a) | Vice-prefeito(a) | Vice-prefeito(a)  | Vice-prefeito(a)  | Vice-prefeito(a)                              | Coligação                                                                                   | Ref.              |
| Nº | Candidato(a) | Candidato(a)      | Partido Federação | Cargos relevantes                                                                        | Candidato(a)     | Candidato(a)     | Candidato(a)      | Partido Federação | Cargos relevantes                             | Coligação                                                                                   | Ref.              |
| -- | ------------ | ----------------- | ----------------- | ---------------------------------------------------------------------------------------- | ---------------- | ---------------- | ----------------- | ----------------- | --------------------------------------------- | ------------------------------------------------------------------------------------------- | ----------------- |
| 13 |              | Washington Quaquá | PT FE Brasil      | - Prefeito de Maricá (2009–2016); - Deputado federal pelo Rio de Janeiro (2023–presente) |                  |                  | Joãozinho         | PT                | - Secretário de Governo de Maricá (2021–2024) | Frente Popular de Maricá FE Brasil (PT, PCdoB e PV), PDT, PSD, Avante e Fed. PSDB Cidadania | [ 6 ] [ 7 ]       |
| 22 |              | Fabinho Sapo      | PL                | - Comerciante                                                                            |                  |                  | Luana Gouvêa      | PL                | - Empresária                                  | Nenhuma                                                                                     | [ 6 ] [ 8 ] [ 9 ] |
| 30 |              | Dr. Cláudio Ramos | NOVO              | - Vereador de Maricá (2012)                                                              |                  |                  | Cesar Augusto     | NOVO              | - Administrador                               | Nenhuma                                                                                     | [ 6 ]             |
| 35 |              | Marcia Santiago   | PMB               | - Servidora pública aposentada                                                           |                  |                  | Jacques Alexandre | PMB               | - Empresário                                  | Nenhuma                                                                                     | [ 6 ]             |

### Desistências
- Marcos Costa (PSOL) – Professor. Teve a pré-candidatura retirada em 16 de julho, e o partido oficializou a deliberação pelo voto nulo na disputa pela prefeitura.[10]
- Ricardinho Netuno (PL) – Vereador de Maricá (2017–presente). Retirou a pré-candidatura em 5 de agosto, optando por concorrer à reeleição para a Câmara Municipal, declarando apoio a Fabinho Sapo.[8]
- Luquinhas (PSTU) – Gestor público. Teve a pré-candidatura retirada pelo partido em 8 de agosto.[11]

## Pesquisas eleitorais
As pesquisas buscam analisar como seria o resultado da eleição se ela ocorresse no dia em que os dados dos entrevistados foram coletados, não tendo como objetivo pela porcentagem de confiança, prever o resultado final da eleição.
| Fonte | Data(s) conduzida(s) | Amostragem | Quaquá PT | Sapo PL        | Ramos NOVO | Santiago PMB | Vantagem | Ref. |    |    |    |     |        |
| ----- | -------------------- | ---------- | --------- | -------------- | ---------- | ------------ | -------- | ---- | -- | -- | -- | --- | ------ |
| Fonte | Data(s) conduzida(s) | Amostragem | Ágora     | 15-16/Ago/2024 | 600        | 88%          | Vantagem | Ref. | 7% | 5% | 0% | 81% | [ 12 ] |

## Resultados

### Prefeito
| Fonte: TSE             | Fonte: TSE               | Fonte: TSE                      | Fonte: TSE                          | Fonte: TSE                          |
| Candidato(a)           | Candidato(a)             | Candidato(a) a vice-prefeito(a) | Primeiro turno 6 de outubro de 2024 | Primeiro turno 6 de outubro de 2024 |
| Candidato(a)           | Candidato(a)             | Candidato(a) a vice-prefeito(a) | Total                               | Percentagem                         |
| ---------------------- | ------------------------ | ------------------------------- | ----------------------------------- | ----------------------------------- |
|                        | Washington Quaquá (PT)   | Joãozinho (PT)                  | 91.789                              | 73,74%                              |
|                        | Fabinho Sapo (PL)        | Luana Gouvêa (PL)               | 27.755                              | 22,30%                              |
|                        | Dr. Cláudio Ramos (NOVO) | Cesar Augusto (NOVO)            | 2.951                               | 2,37%                               |
|                        | Marcia Santiago (PMB)    | Jacques Alexandre (PMB)         | 1.984                               | 1,59%                               |
| Total de votos válidos | Total de votos válidos   | Total de votos válidos          | 124.479                             | 90,41%                              |
| → Votos em branco      | → Votos em branco        | → Votos em branco               | 5.413                               | 3,93%                               |
| → Votos nulos          | → Votos nulos            | → Votos nulos                   | 7.786                               | 5,66%                               |
| Total                  | Total                    | Total                           | 137.678                             | 79,76%                              |
| Abstenções             | Abstenções               | Abstenções                      | 34.933                              | 20,24%                              |
| Total de inscritos     | Total de inscritos       | Total de inscritos              | 172.611                             | 100%                                |